# Бобиньи — Пантен — Раймон Кено (станция метро)
Бобиньи — Пантен — Раймон Кено (фр. Bobigny - Pantin - Raymond Queneau) — станция линии 5 Парижского метрополитена, расположенная на границе коммун Пантен и Бобиньи. Своё название получила по этим коммунам, а также в честь французского писателя XX века Раймона Кено. 

## История
- Станция открылась 25 апреля 1985 года в составе пускового участка Эглиз-де-Пантен — Бобиньи — Пабло Пикассо.
- Пассажиропоток по станции по входу в 2011 году, по данным RATP, составил 2 251 347 человек[2]. В 2013 году этот показатель вырос до 2 371 008 пассажиров (227 место по уровню входного пассажиропотока в Парижском метро)[3].

## Путевое развитие
На перегоне Бобиньи — Пантен — Раймон Кено — Бобиньи — Пабло Пикассо расположены три наземных участка, на одном из них располагаются съезды в ателье де Бобиньи — единственное депо в Иль-де-Франсе, обслуживающее одновременно и метропоезда (линия 5), и трамваи (линия Т1). Между этим ателье и станцией Бобиньи — Пантен — Раймон Кено запланировано строительство станции "Бобиньи — Ля Фоли".

## Галерея

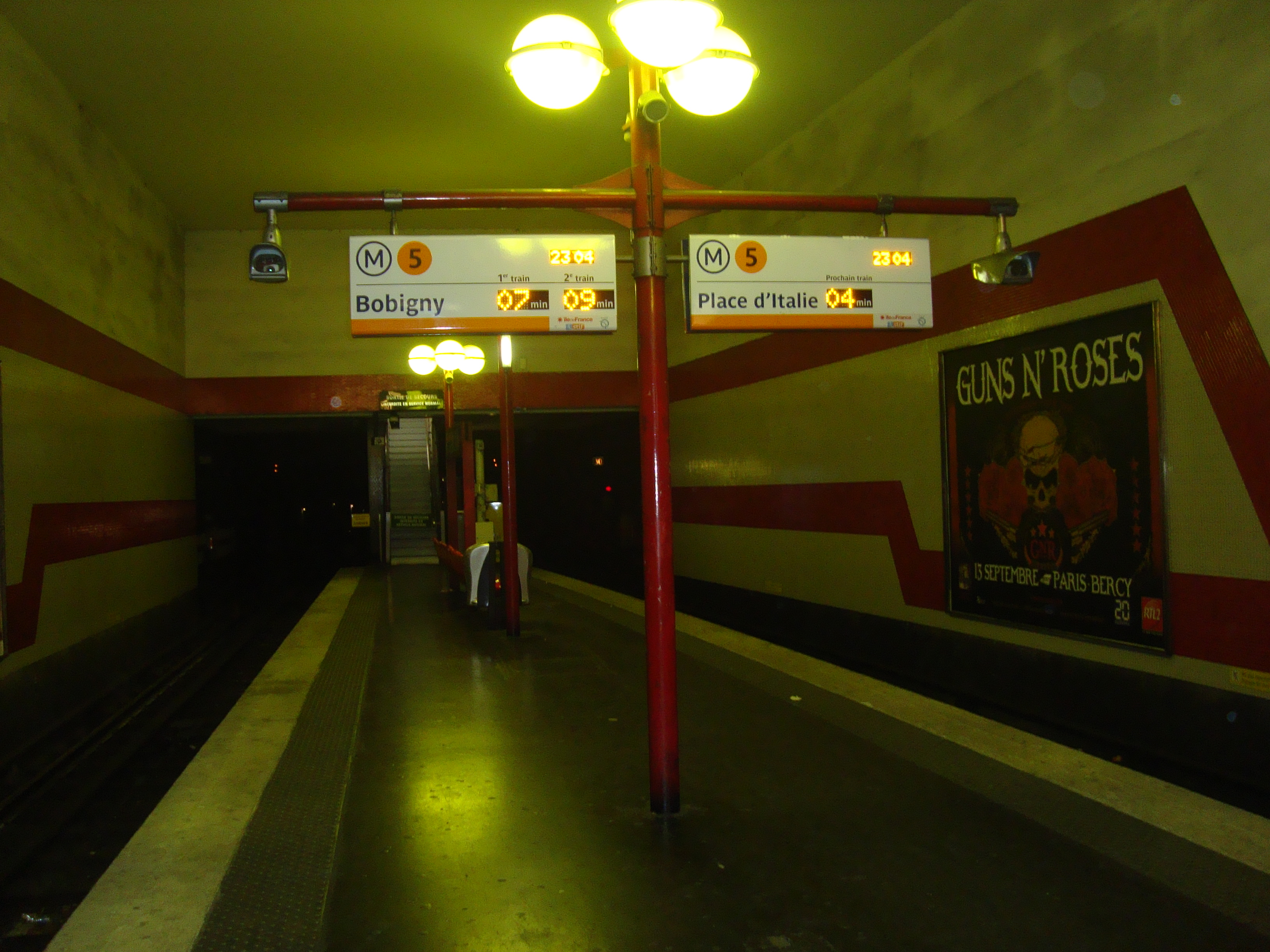
Вид на станционный зал от центра платформы
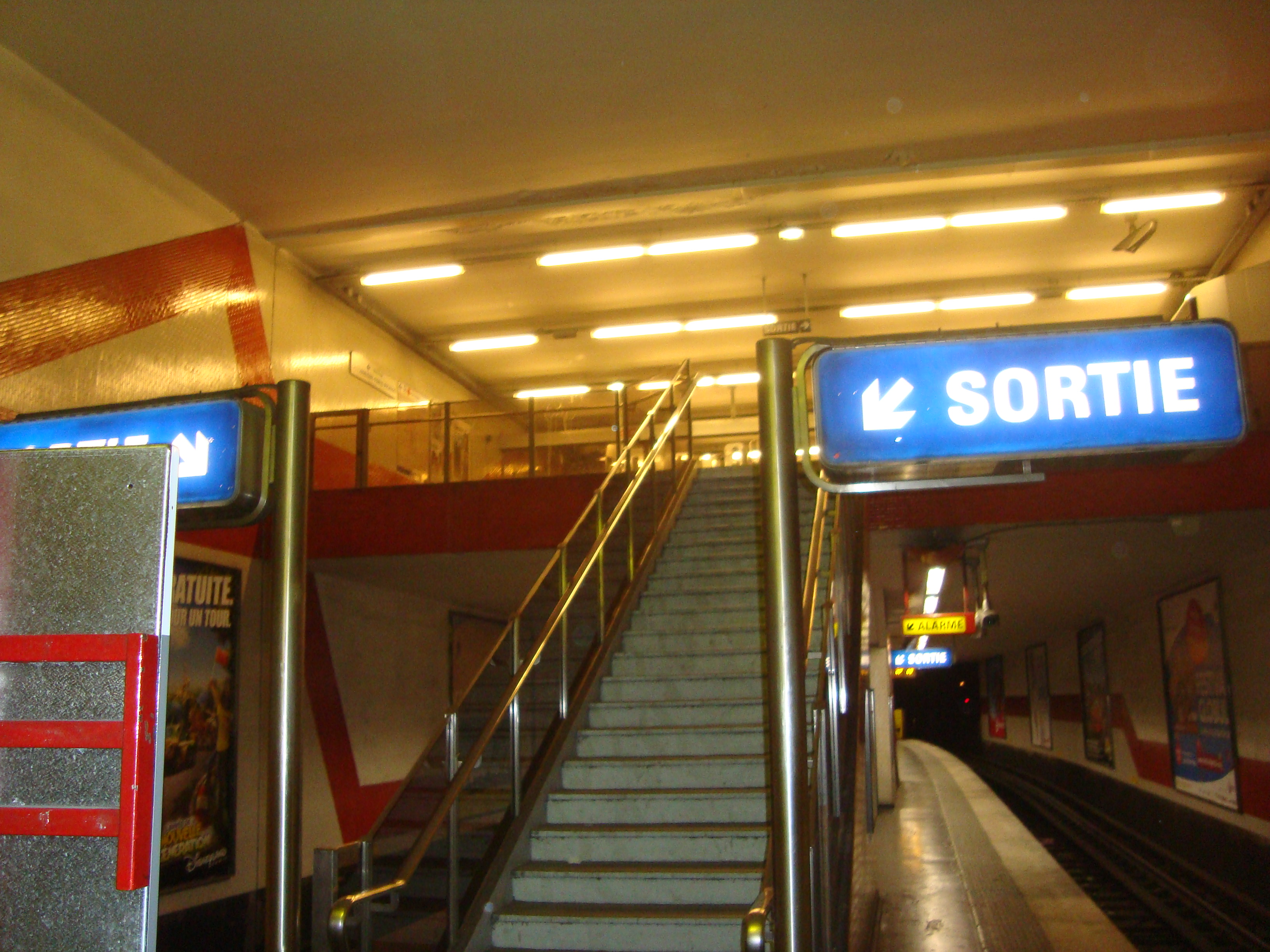
Выход в город
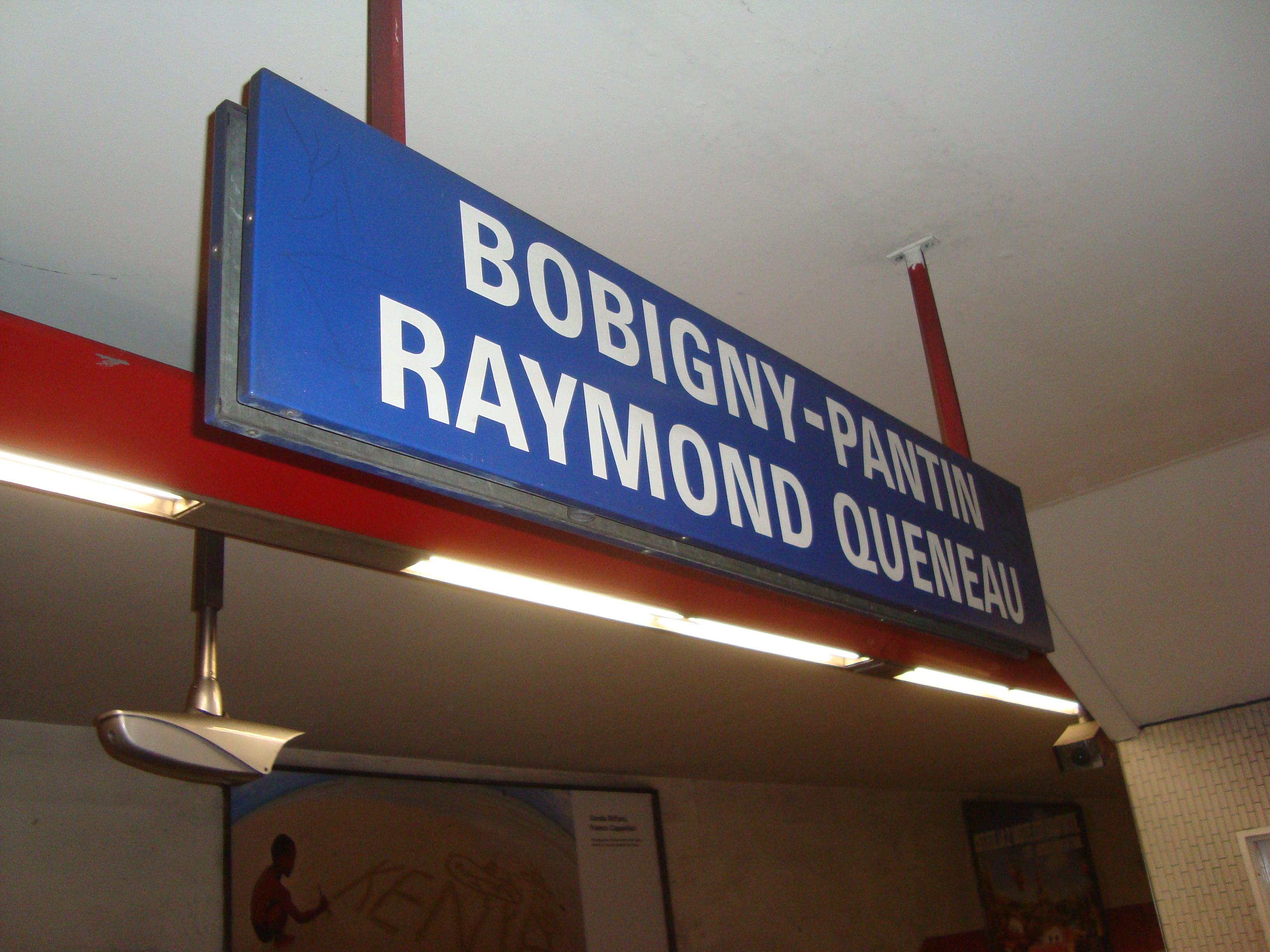
Вывеска с названием станции